# 约翰内斯·魏森费尔德
约翰内斯·魏森费尔德（德語：Johannes Weißenfeld，1994年8月19日—），德国男子赛艇运动员。他曾代表德国参加2020年夏季奥林匹克运动会赛艇比赛，获得男子八人单桨比赛银牌。